# Panchlora moxa
Panchlora moxa es una especie de cucaracha del género Panchlora, familia Blaberidae. Fue descrita científicamente por Saussure en 1862.

## Distribución
Habita en Perú y Bolivia.